# James Gillray
James Gillray (13. august 1757 – 1. juni 1815) var en britisk karikaturtegner og grafiker, der er kendt for sine politiske og  satiriske billeder især fra 1792 til 1810.
Mange af hans karikaturer var rettet mod kong Georg 3., de revolutionære i Frankrig og Napoleon Bonaparte. Men også kronprins Georg, prins af Wales, William Pitt den yngre og dronning Charlotte blev spiddet i hans værker. Dertil kommer en række satiriske kommentarer til sociale forhold og til andre forhold i samtiden.
Gillrays værker blev udgivet af Hannah Humphrey, som han levede med på polsk, mens han var berømt og til sin død. Værkerne blev udstillet i vinduerne i trykkeriet i St. James' Street, hvor de blev tilløbsstykker. Han afbillede også både Hannah Humphrey og nysgerrige, der ser på hans værker.

## Eksempler på Gillrays satire
- Mand, der glider - bag ham dem, der ser på Gillrays billeder i Humphreys vinduer
- Polonius (kong Georg 3, dronning Charlotte og James Cecil)
- Pitt og Napoleon deler kloden (Pitt tager broderparten til Storbritannien)
- Prinsen af Wales som grovæder
- En ny måde at betale nationalgælden på; kongen, dronningen og Pitt ses på billedet
- L'Assemblée Nationale; —eller — Det nationale Samarbejdsmøde på St. Ann's Hill. Kongen købte pladen og hele oplaget.